# Grace Chisholm Young
Grace Emily Chisholm Young (* 15. März 1868 in Haslemere bei London; † 29. März 1944 in England) war eine englische Mathematikerin. Sie war die erste Frau, die in Deutschland im Fach Mathematik promoviert wurde.

## Leben
Young war das jüngste von vier Kindern von Henry William Chisholm, einem hohen britischen Beamten (Chief Clerk of the Exchequer), und von Anna Louisa Bell. Ihr älterer Bruder Hugh Chisholm war später Herausgeber der Encyclopedia Britannica und Mitherausgeber von The Times. Sie wurde von einer Gouvernante erzogen, durchlief die Aufnahmeprüfungen in Cambridge und wollte ursprünglich Medizin studieren, woran sie ihre Eltern hinderten. Sie wechselte 1889 zum Mathematikstudium am Girton College in Cambridge, wo William Henry Young ihr Tutor war und sie 1892 mit Bestnoten abschloss.
Danach wechselte sie an die Universität Göttingen, wo sie mit Ausnahmegenehmigung des preußischen Bildungsministeriums als Teil eines Experiments für ausländische Frauen studieren durfte und dann auch als erste regulär studierende Frau der dortigen Universität zur Promotion zugelassen wurde. 1895 wurde sie bei Felix Klein mit ihrer Dissertation über Algebraisch-gruppentheoretische Untersuchungen zur sphärischen Trigonometrie promoviert.
Anschließend ging sie zurück nach England, um ihre Eltern zu pflegen. Dort traf sie auch Young wieder, dessen zweiten Heiratsantrag sie annahm. Sie ermutigte ihn auch, sich einer Forschungskarriere in Mathematik zuzuwenden. Das Paar hatte 1897 sein erstes Kind, ging ein Jahr nach Italien, wo sich beide mit Geometrie befassten, und 1899 nach Göttingen, wo sie bis 1908 lebten und sich auf den Rat von Klein hin mit Mengenlehre befassten.
In Göttingen wurden auch zwei weitere Söhne und drei Töchter geboren. Sie erzogen ihre Kinder größtenteils selbst und schrieben Mathematik- und Sachbücher für Kinder (A first book in geometry 1905 mit Papierfalt-Aufgaben, Bimbo 1906, benannt nach dem ältesten Sohn, und Bimbo and the Frogs 1907). 1908 zogen sie nach Genf, wo sie ihre gemeinsame mathematische Arbeit fortsetzten. Sie schrieben zusammen mehrere Bücher und 220 mathematische Aufsätze. Ihr Buch The theory of sets of points (1906) wurde von Georg Cantor gelobt.
1914 bis 1916 publizierte sie auch unter eigenem Namen über Grundlagen der Analysis und erhielt für einen Aufsatz den Gamble Prize des Girton College (1915). Young setzte auch ihr Medizinstudium in Göttingen und Genf fort, erwarb aber keinen Abschluss. 1915 zogen die Eheleute nach Lausanne. Der Tod ihres Sohnes im Ersten Weltkrieg traf sie schwer und Chisholm gab Mitte der 1920er Jahre die mathematische Forschung auf. Während des Zweiten Weltkriegs war sie von ihrem Mann getrennt, da sie 1940 zwei Enkelkinder zu ihrer Tochter Janet nach England begleitete. Ihr Mann starb 1942 in der Schweiz von ihr getrennt, sie zwei Jahre später.

## Familie
Mit William Henry Young hatte sie sechs Kinder, darunter Rosalind Tanner (genannt Cecily), die auch Mathematikerin wurde. Die übrigen Kinder waren Francis oder Frank (* 1897, genannt Bimbo, er fiel als Flieger 1915), Janet Dorothea Ernestine (* 1901), Helen Marian Kinnear (* 1903), Laurence Chisholm Young (1905–2000, Professor an der University of Wisconsin) und Patrick Chisholm (* 1908). Ihre Enkelin Sylvia Young Wiegand (Tochter von Laurence Chisholm Young) ist ebenfalls Mathematikerin.